# Bisdom Noto
Het bisdom Noto (Latijn: Dioecesis Netensis; Italiaans: Diocesi di Noto) is een in Italië gelegen rooms-katholiek bisdom met zetel in de stad Noto in de provincie Syracuse op het eiland Sicilië. Het bisdom behoort tot de kerkprovincie Syracuse en is, samen met het bisdom Ragusa, suffragaan aan het aartsbisdom Syracuse.
Het bisdom werd op 15 mei 1844 door paus Gregorius XVI met de bul Gravissimum sane munus opgericht. Het gebied was daarvoor onderdeel van het aartsbisdom Syracuse, waaraan het vervolgens ook suffragaan werd.

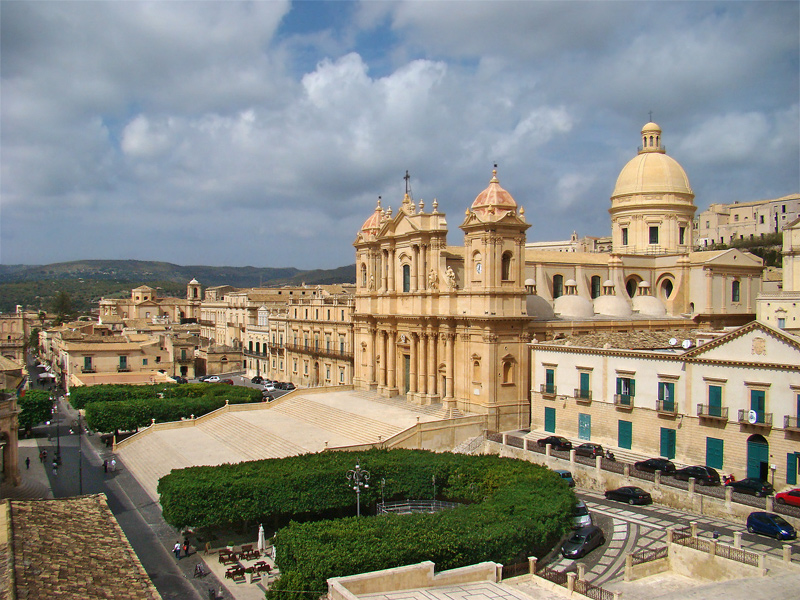
Kathedraal van Noto

## Enkele bisschoppen
- Mario Giuseppe Mirone, 1853-1864
- Salvatore Nicolosi, 1970-1998